# Шамов Єгор Валентинович
Єгор Шамов (рос. Егор Шамов, нар. 2 червня 1994 Москва, Росія) — російський футболіст, воротар тульського «Арсеналу».

## Ігрова кар'єра
Єгор Шамов народився у Москві, футболом почав займатися у молодіжній команді столичного клубу ЦСКА. Але до основи «армійців» Єгор не зумів пробитися і у 2013 році розпочав свою кар'єру у дорослому футболі у складі клубу з Краснодарського краю «Біолог-Новокубанськ», який виступав у Другій лізі.
Шамов був на перегляді у клубі «Том» але так і не пройшов до складу томської команди.
У 2017 році Шамов став гравцем владивостокського клубу «Промінь-Енергія», з яким дійшов до чвертьфіналу Кубка Росії.
За рік воротар приєднався до складу тульського «Арсеналу», де спочатку грав у молодіжній команді. У Прем'єр-лізі Шамов дебютував 26 жовтня 2019 року у матчі проти грозненського «Ахмату».